# Мейта, Карел
Карел Мейта (чеш. Karel Mejta; 18 июня 1928, Тршебонь, Чехословацкая Республика — 6 ноября 2015, Ческе-Будеёвице, Чехия) — чехословацкий спортсмен (академическая гребля), чемпион Олимпийских игр 1952 года в Хельсинки.

## Биография
В состав сборной вошёл в 1951 г. На летних Олимпийских игр в Хельсинки (1952) в составе национальной сборной выиграл золото в соревнованиях четвёрок распашных с рулевым (в состав экипажа вошли Мейта, Иржи Гавлис, Ян Йиндра, Станислав Луск, рулевой Мирослав Коранда).
В предварительном раунде соревнований (20 июля) чехословацкий экипаж занял первое место (7:16.6), опередив экипажи Норвегии, Нидерландов и Японии, показав лучшее время дня. В полуфинале, состоявшемся 21 июля, чехословаки (6:58.5) опередили экипажи Швейцарии (6:59.2), Великобритании (7:04.1) и СССР (7:11.6). И в финале, 23 июля, чехословаки с результатом 7:33.4 уверенно опередили более опытные экипажи швейцарцев, американцев и британцев и неожиданно пробившихся в финал финнов. Это золото стало первым в истории академической гребли Чехословакии.
Был победителем европейского первенства по гребле в Копенгагене (1953) и бронзовым призёром — в Амстердаме (1954).
Его сын Карел Мейта младший тоже стал известным гребцом, был финалистом на летних Играх в Монреале (1976) и Москве (1980).